# Сагалевич, Валерий Михайлович
Сагале́вич Вале́рий Миха́йлович (22 февраля 1937 года, Чернигов — 11 апреля 1995 года, Москва) — советский учёный, доктор технических наук, профессор, специалист в области сварки и обработки металлов, определения и устранения деформаций и напряжений в них, а также в области кардиохирургической медицинской техники. Старший брат Анатолия Сагалевича.

## Биография
Родился в Чернигове 22 февраля 1937 года. В 1954 году, после окончания средней школы, поступил и в 1959 году с отличием окончил МАТИ им. К. Э. Циолковского. Профессиональная трудовая деятельность была начата в НИАТе. В 1964 года он, в качестве младшего научного сотрудника, пришёл в МГТУ им. Н. Э. Баумана. В год своего тридцатилетия, в 1967 году, защитил диссертацию доктора технических наук по теме «Деформации тонколистовых и тонкостенных конструкций при сварке». В 1969 году, то есть в 32 года, был избран на должность профессора кафедры «Машины и автоматизация сварочных процессов» МГТУ им. Н. Э. Баумана.
В 1970 году за разработку и внедрение методов определения и устранения деформаций и напряжений при сварке ему была присуждена премия Ленинского комсомола. В 1984 году он стал лауреатом Государственной премии СССР за научную разработку и внедрение в клиническую практику биологических протезов сердечных клапанов. В ходе этой работы, В. М. Сагалевич и его коллеги: Б. А. Константинов, Н. Н. Завалишин, С. Л. Дземешкевич, А. С. Иванов совершили научное открытие «Свойство клапанно-аортального комплекса корня аорты человека открывать створки аортального клапана при равенстве давлений в аорте и левом желудочке сердца», которое было зарегистрировано в 1984 году в Государственном реестре открытий СССР за № 292.
Похоронен на Никольском кладбище города Балашиха.

## Научные достижения

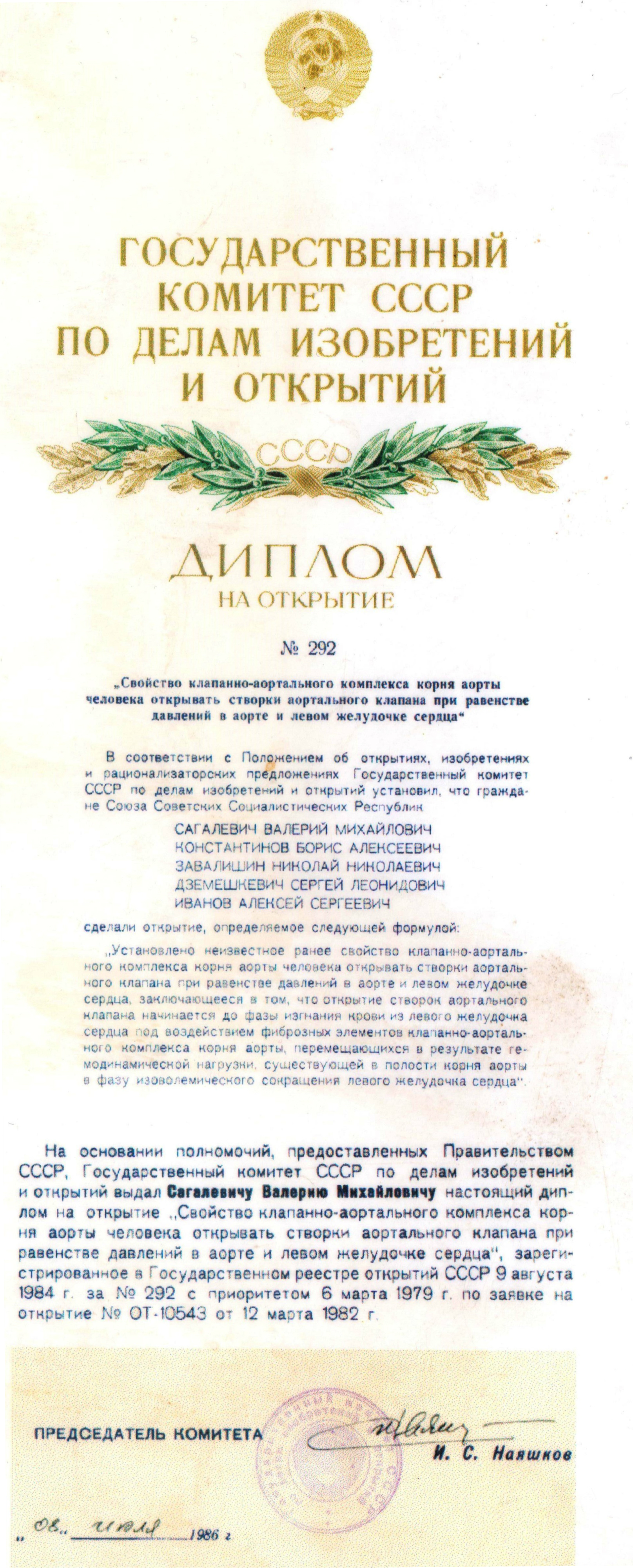
Диплом В. М. Сагалевича на открытие

К основным научным достижением может быть отнесено следующее:
- Совместно с В. А. Винокуровым и А. Г. Григорьянцем проведены исследования временных и остаточных сварочных напряжений и деформаций с учётом влияния на работоспособность конструкции. Разработаны методы их устранения. Определены уровни значений таких напряжений при сварке различных металлов и сплавов, а также определено влияние их на прочность при статических и переменных нагрузках.
- Совместно с профессорами В. А. Винокуровым и С. А. Куркиным решена проблема устранения и предотвращения коробления тонкостенных сварных элементов путём пластического деформирования зоны соединения роликами как в процессе, так и после их сварки. Кроме того, в ходе этих работ Валерием Михайловичем Сагалевичем были исследованы вопросы изменения геометрической точности конструкций с течением времени после сварки. Им разработаны методы стабилизации размеров сварных конструкций путём термической обработки, обработки ультразвуком и низкочастотной вибрацией сварных швов и околошовной зоны.
- Под руководством В. М. Сагалевича проведён комплекс исследований по изучению прочности сварных и других видов соединений кровеносных сосудов. Найдены способы получения трансплантатов крупных и средних кровеносных сосудов человека при тромбоэмболических осложнениях, изучена механика работы различных отделов человеческого сердца, построены математические модели отдельных элементов сердца и на их базе создана физическая модель. Результатом исследований стало создание принципиально новых типов биологических протезов клапанов сердца и научное открытие, внесённое в Государственный реестр открытий СССР с номером 292. Разработанные биопротезы позволили вернуть к нормальной жизни и трудовой деятельности множество пациентов, страдавших пороками клапанов сердца[3][7].

## Публикации
В. М. Сагалевич автор более 300 опубликованных работ, в том числе 6 монографий, ряда изобретений касающихся как вопросов сварки и обработки металлов, определения и устранения деформаций и напряжений в них, так и вопросов медицинской техники, относящейся к кардиохирургии.
К наиболее известным публикациям может быть отнесено следующее:
- Сагалевич В. М. Методы устранения сварочных деформаций и напряжений. — М: Машиностроение, 1974. — 248 с.
- Сагалевич В. М., Золотарёв Б. Б. Тепловые процессы при сварке. / Учеб. пособие. — Николаев: НКИ, 1982. — 105 с.
- Сагалевич В. М., Савельев В. Ф. Стабильность сварных соединений и конструкций. — М: Машиностроение, 1986. — 264 с. тир. 8500.
- Пархимович Э. М., Сагалевич В. М., Сотников В. И. Сварка в ультразвуковом поле — Минск : Навука iтэхніка, 1994. — 222 с.

## Награды и премии
- Лауреат премии Ленинского комсомола в области науки и техники (1970) за разработку и внедрение методов определения и устранения деформаций и напряжений при сварке.
- Лауреат Государственной премии СССР в области техники (1984) за научную разработку и внедрение в клиническую практику биологических протезов клапанов сердца.